# Алибунар
Алибунар је градско насеље у Србији и седиште истоимене општине у Јужнобанатском управном округу. Према попису из 2022. било је 2.694 становника.
Кроз Алибунар пролази значајна друмска саобраћајница Београд–Панчево–Алибунар–Вршац–Темишвар, као и пруга која такође спаја Београд и Темишвар.

## Прошлост
Алибунар се у Крушевском споменику помиње као „Алијина вода“. Та вода је изгледа одувек имала благотворно лековито својство. Алибунар потиче још из турског периода, а како се ту налази Али-пашин бунар, по њему је и добио име.
После повлачења Турака, Алибунар било је српско насеље са 32 куће (1717). Године 1773. године улази у састав немачког граничарског пука. Аустријски царски ревизор Ерлер 1774. године констатује да место има милитарски статус а припада Вршачком округу и дистрикту. Ту се налази поштанска камбијатура, а становништво је измешано, српско и влашко.
Године 1857. помиње се бања у Алибунару, за лечење костобоље и реуме. То је нова бања, за коју се знало само у околини. Бању су чинили купатило са бунарима са лековитом водом, која има црвенкасту боју и личи на цеђ. Од те воде је одвајана пена за добијање шалитре.

## Савремено доба
Становништво се бави пољопривредом, а делом је запослено у више компанија. Овде се налази ФК Будућност Алибунар.

## Демографија
У насељу Алибунар живи 2709 пунолетних становника, а просечна старост становништва износи 40,0 година (38,7 код мушкараца и 41,3 код жена). У насељу има 1166 домаћинстава, а просечан број чланова по домаћинству је 2,94 (попис 2002).
Становништво у овом насељу веома је нехомогено, а у последња три пописа, примећен је пад у броју становника.
|             | \| Демографија[3] \| Демографија[3] \| Демографија[3] \| \| Година \| Становника \| Становника \| \| -------------- \| -------------- \| -------------- \| \| 1948. \| 3.616 \| \| \| 1953. \| 3.811 \| \| \| 1961. \| 3.705 \| \| \| 1971. \| 3.951 \| \| \| 1981. \| 3.803 \| \| \| 1991. \| 3.738 \| 3.630 \| \| 2002. \| 3.431 \| 3.609 \| \| 2011. \| 3.007 \| \| |            |
| Демографија | |            |
| Година      | Становника | Становника |
| 1948.       | 3.616 |            |
| 1953.       | 3.811 |            |
| 1961.       | 3.705 |            |
| 1971.       | 3.951 |            |
| 1981.       | 3.803 |            |
| 1991.       | 3.738 | 3.630      |
| 2002.       | 3.431 | 3.609      |
| 2011.       | 3.007 |            |

| Етнички састав према попису из 2002.‍ | Етнички састав према попису из 2002.‍ | Етнички састав према попису из 2002.‍ | Етнички састав према попису из 2002.‍ | Етнички састав према попису из 2002.‍ |
| ------------------------------------ | ------------------------------------ | ------------------------------------ | ------------------------------------ | ------------------------------------ |
|                                      |                                      |                                      |                                      |                                      |
| Срби                                 | Срби                                 |                                      | 2.052                                | 59,80%                               |
| Румуни                               | Румуни                               |                                      | 960                                  | 27,98%                               |
| Роми                                 | Роми                                 |                                      | 87                                   | 2,53%                                |
| Мађари                               | Мађари                               |                                      | 61                                   | 1,77%                                |
| Словаци                              | Словаци                              |                                      | 46                                   | 1,34%                                |
| Македонци                            | Македонци                            |                                      | 43                                   | 1,25%                                |
| Југословени                          | Југословени                          |                                      | 42                                   | 1,22%                                |
| Црногорци                            | Црногорци                            |                                      | 11                                   | 0,32%                                |
| Хрвати                               | Хрвати                               |                                      | 11                                   | 0,32%                                |
| Муслимани                            | Муслимани                            |                                      | 11                                   | 0,32%                                |
| Немци                                | Немци                                |                                      | 7                                    | 0,20%                                |
| Албанци                              | Албанци                              |                                      | 3                                    | 0,08%                                |
| Словенци                             | Словенци                             |                                      | 2                                    | 0,05%                                |
| Бугари                               | Бугари                               |                                      | 2                                    | 0,05%                                |
| непознато                            | непознато                            |                                      | 11                                   | 0,32%                                |

| Година пописа     | 1948. | 1953. | 1961. | 1971. | 1981. | 1991. | 2002. |
| ----------------- | ----- | ----- | ----- | ----- | ----- | ----- | ----- |
| Број домаћинстава | 1.012 | 1.050 | 1.028 | 1.123 | 1.226 | 1.246 | 1.166 |

| Број чланова      | 1   | 2   | 3   | 4   | 5  | 6  | 7  | 8 | 9 | 10 и више | Просек |
| ----------------- | --- | --- | --- | --- | -- | -- | -- | - | - | --------- | ------ |
| Број домаћинстава | 239 | 285 | 224 | 258 | 89 | 44 | 15 | 9 | 1 | 2         | 2,94   |

| Пол    | Укупно | Неожењен/Неудата | Ожењен/Удата | Удовац/Удовица | Разведен/Разведена | Непознато |
| ------ | ------ | ---------------- | ------------ | -------------- | ------------------ | --------- |
| Мушки  | 1.347  | 400              | 811          | 78             | 49                 | 9         |
| Женски | 1.499  | 315              | 819          | 281            | 78                 | 6         |
| УКУПНО | 2.846  | 715              | 1.630        | 359            | 127                | 15        |

| Пол    | Укупно                    | Пољопривреда, лов и шумарство | Рибарство                            | Вађење руде и камена | Прерађивачка индустрија       |
| ------ | ------------------------- | ----------------------------- | ------------------------------------ | -------------------- | ----------------------------- |
| Мушки  | 711                       | 226                           | 1                                    | 7                    | 125                           |
| Женски | 495                       | 50                            | 0                                    | 0                    | 144                           |
| УКУПНО | 1.206                     | 276                           | 1                                    | 7                    | 269                           |
| Пол    | Производња и снабдевање   | Грађевинарство                | Трговина                             | Хотели и ресторани   | Саобраћај, складиштење и везе |
| Мушки  | 17                        | 34                            | 60                                   | 10                   | 50                            |
| Женски | 6                         | 6                             | 58                                   | 7                    | 8                             |
| УКУПНО | 23                        | 40                            | 118                                  | 17                   | 58                            |
| Пол    | Финансијско посредовање   | Некретнине                    | Државна управа и одбрана             | Образовање           | Здравствени и социјални рад   |
| Мушки  | 11                        | 7                             | 81                                   | 29                   | 22                            |
| Женски | 19                        | 5                             | 63                                   | 55                   | 50                            |
| УКУПНО | 30                        | 12                            | 144                                  | 84                   | 72                            |
| Пол    | Остале услужне активности | Приватна домаћинства          | Екстериторијалне организације и тела | Непознато            | Непознато                     |
| Мушки  | 10                        | 0                             | 0                                    | 21                   | 21                            |
| Женски | 11                        | 2                             | 0                                    | 11                   | 11                            |
| УКУПНО | 21                        | 2                             | 0                                    | 32                   | 32                            |

## Фотогалерија
- Православна црква
- Румунска православна црква
- Пешачка зона зими
- Алибунар на разгледници
- Алибунар
- Алибунар
- Алибунар
- Алибунар
- Алибунар
- Парк у Алибунару
- Парк у Алибунару